# Sanwitalia
Sanwitalia, polegnatka (Sanvitalia Lam.) – rodzaj roślin z rodziny astrowatych. Obejmuje 6 gatunków. Rośliny te występują w większości w Ameryce Północnej na obszarze od Gwatemali po południowo-zachodnie Stany Zjednoczone (od Kalifornii po Teksas). Jeden gatunek (S. versicolor) rośnie w Ameryce Południowej na obszarze Boliwii i północnej Argentyny.
Jeden gatunek – sanwitalia rozesłana S. procumbens uprawiana jest jako jednoroczna roślina ozdobna. W niektórych krajach europejskich i na Jawie roślina ta zarejestrowana została także jako zdziczała. W Polsce tylko uprawiana.

## Morfologia
PokrójNiewysokie (osiągające od kilku do 30 cm wysokości) byliny i rośliny roczne, o łodygach ścielących się i wyprostowanych, rozgałęziających się u nasady lub na całej długości.
LiścieŁodygowe, naprzeciwległe, ogonkowe lub siedzące, owłosione lub nagie. Blaszka od równowąskiej do jajowatej, niepodzielona, całobrzega, rzadziej ząbkowana lub klapowana.
KwiatyZebrane w koszyczki powstające pojedynczo na szczytach pędów. Okrywy półkuliste o średnicy od 4 do kilkunastu mm. Listki okrywy trwałe, w liczbie 8–21 wyrastają w dwóch lub trzech rzędach. Mają kształt lancetowaty do równowąskiego, dolne są zielone, listkopodobne, górne szydlasto zakończone. Dno kwiatostanowe wypukłe do stożkowatego, pokryte łuskowatymi plewinkami. Brzeżne kwiaty języczkowe w liczbie od 5 do 20 są żeńskie i płodne, ich korony są białe lub żółte. Kwiaty rurkowe wewnątrz koszyczka są obupłciowe i płodne; jest ich od 15 do ok. 60. Ich korony są żółte do pomarańczowych. Łatki na końcach rurki korony są trójkątne i jest ich 5.
OwoceWalcowate lub słabo kanciaste lub spłaszczone niełupki. Puch kielichowy trwały, składa się 3–4 włosków.

## Systematyka
Rodzaj z plemienia Heliantheae w podrodzinie Asteroideae z rodziny astrowatych Asteraceae.
Wykaz gatunków
- Sanvitalia abertii A.Gray
- Sanvitalia acapulcensis Benth. & Hook.f. ex Hemsl.
- Sanvitalia angustifolia Engelm. ex A.Gray
- Sanvitalia fruticosa Hemsl.
- Sanvitalia ocymoides DC.
- Sanvitalia procumbens Lam. – sanwitalia rozesłana[5], polegnatka rozesłana[6]
- Sanvitalia versicolor Griseb.